# Одноклассницы (фильм, 2007)
«Одноклассницы» (англ. St. Trinian’s — «Школа Святого Триниана») — британская комедия 2007 года. Данный фильм является шестым в длительной серии фильмов на основе работ карикатуриста Рональда Сирла St Trinian’s School. Первые четыре фильма серии, начиная с The Belles of St Trinian’s, были выпущены в 1954, 1960, 1966 и 1980 годах. Выпущенный в 2007 году (через 53 года после первого фильма и через 27 лет после четвёртого), фильм «Одноклассницы» не является прямым продолжением серии; некоторые элементы сюжета были заимствованы из первого фильма.

## Сюжет
Школа Святого Триниана является женской школой-пансионом для «трудных» подростков, нуждающихся в коррекции поведения.
Фильм начинается с приезда в школу Аннабель Фриттон, кроткой и робкой племянницы эксцентричной директрисы Камиллы Фриттон, которую привозит в школу её отец — Карнэби Фриттон, брат директрисы и галерист.
Аннабель встречает Келли Джонс, старосту, которая показывает ей школу и знакомит с местными группировками, среди которых: гопницы, эмо, гики, «выпендрёжницы» (англ. Posh Totties — сленговое «роскошные малышки»), первокурсницы и мафия. Девочки устраивают новенькой шуточный приём, после чего крадут её одежду и выкладывают на YouTube видео с Аннабель в душевой комнате. В ужасе от всего происходящего Аннабель звонит отцу и просит сейчас же забрать её из школы, но отец притворяется, будто плохо слышит её по телефону, а сам тем временем развлекается. В ярости Аннабель ударяет по мобильнику хоккейной клюшкой и случайно разбивает мраморный бюст в коридоре. Учительница физкультуры ловит Аннабель на месте преступления и зачисляет её в школьную команду по хоккею на траве.
Ночью в школу приезжает Флэш Гарри, фарцовщик, которому школьницы поставляют произведённую в лаборатории водку. Однако последняя партия имела побочные эффекты, в том числе слепоту, паралич и смерть (симптомы отравления метанолом), вследствие чего Флэш сомневается — стоит ли ему продолжать вести бизнес со школьницами. Появляется Келли Джонс, и Флэш приглашает её на ужин в китайский ресторан, на что она отвечает: «Я не путаю дела и личную жизнь».
Несколько дней спустя в школу приезжает хоккейная команда из Женского колледжа Челтнем, где раньше училась Аннабель. Капитан их команды — Вэрити Туэйтс, местный лидер Челтнема и личный враг Аннабель. Обе команды настроены враждебно, и матч проходит с нарушениями правил и многочисленными потасовками. Перед матчем отец Вэрити — министр образования Джеффри Туэйтс — встречает директрису Камиллу Фриттон, и выясняется, что в прошлом их связывали некие романтические отношения. Однако министр образования намерен закрыть Школу Святого Триниана, поскольку она, по всеобщему мнению, является рассадником хулиганства. Для этого во время матча он тайно проникает в здание школы и раскрывает многие аспекты сомнительной репутации школы. Но в конечном итоге «выпендрёжницы» застают его в своём будуаре и выкидывают в окно. Хоккейный матч заканчивается победой команды Св. Триниана, и в школе начинается шумная вечеринка.
На следующее утро школу посещает менеджер банка и сообщает мисс Фриттон, что школа станет банкротом, если через четыре недели не будет уплачен долг в 500 000 фунтов.
Вскоре приезжает брат директрисы — Карнэби Фриттон — и в доверительной беседе предлагает продать школу, пока не поздно, а деньги поделить. Но Камилла отказывается, потому что переживает за дальнейшую судьбу своих девочек. Этот разговор подслушивают и подглядывают школьницы при помощи веб-камеры, так они узнают о грозящем школе закрытии. Аннабель разочарована, увидев истинное лицо своего отца. Вечером она заходит в комнату тёти, между ними происходит душевный разговор, и тётя-директриса помогает Аннабель почувствовать себя частью дружной семьи.
Для спасения школы от банкротства девочки разрабатывают план ограбления Национальной галереи в Лондоне и похищения картины Яна Вермеера — «Девушка с жемчужной серёжкой». Для разведки на местности они организуют школьную экскурсию в Галерею и узнают, что картина охраняется системой лазеров и гидравлическими дверями, не считая штата обученных охранников. Однако через несколько недель в главном зале Галереи будет проходить финал шоу-телевикторины для школьников, и тринианки решают использовать это для проникновения в Галерею и похищения картины. Они выдвигают группу «выпендрёжниц» в качестве школьной команды и, не стесняясь в средствах, команда выходит в финал.
Тем временем министр образования с группой журналистов приезжает в школу Св. Триниана, дабы в прямом эфире раскрыть все тёмные секреты школы. Но школьницы успевают спрятать улики, а сам министр попадает на первые полосы газет, случайно убив собаку директрисы.
Келли Джонс уговаривает Флэша прикинуться торговцем-коллекционером Герхардом фон Штрёбелем, которого никто не знает в лицо и с которым хотел бы вести дела отец Аннабель — владелец частной галереи. Под видом немецкого графа Флеш должен продать украденную картину, чтобы на вырученные деньги школьницы могли погасить долг перед банком.
В ходе финала телешоу, несмотря на множество опасных ситуаций, команда тринианок побеждает в викторине, а группа грабительниц успешно похищает картину. Флэш продаёт копию картины Карнэби Фриттону, а оригинал школьницы якобы обнаруживают в примерочной кабинке универмага и торжественно вручают полиции, за что получают всеобщее восхищение и награду в 50 000 фунтов.
Фильм заканчивается грандиозной вечеринкой в школе Св. Триниана.

## В ролях
| Актёр/Актриса     | Роль                                                                                              |
| ----------------- | ------------------------------------------------------------------------------------------------- |
| Талула Райли      | Аннабель Фриттон, новенькая ученица, племянница директрисы                                        |
| Руперт Эверетт    | Мисс Камилла Фриттон, директриса школы Св. Триниана Карнэби Фриттон, брат Камиллы и отец Аннабель |
| Колин Ферт        | Джеффри Туэйтс, Министр Образования и отец Вэрити Туэйтс                                          |
| Рассел Брэнд      | Флэш Гарри, фарцовщик                                                                             |
| Лили Коул         | Полли, ботан                                                                                      |
| Джемма Артертон   | Келли Джонс, староста школы                                                                       |
| Тэмсин Эгертон    | Челси Паркер, Posh Totty #1                                                                       |
| Амара Каран       | Пичес (Персик), Posh Totty #2                                                                     |
| Антония Бернат    | Хлои, Posh Totty #3                                                                               |
| Палома Фейт       | Андреа, эмо                                                                                       |
| Джуно Темпл       | Селия, «растафари»                                                                                |
| Кэтрин Драйсдэйл  | Тэйлор, гопница                                                                                   |
| Холли и Хлоя Маки | Тара и Таня, близняшки-мафия                                                                      |
| Лина Хиди         | мисс Дикинсон, учительница английского                                                            |
| Фенелла Вулгар    | мисс Кливер, учительница физкультуры                                                              |
| Катерина Мурино   | мисс Мопассан, учительница иностранных языков                                                     |
| Джоди Уиттакер    | Беверли, секретарь на ресепшн                                                                     |
| Тоби Джонс        | казначей школы Св. Триниана                                                                       |
| Селия Имри        | завхоз школы Св. Триниана                                                                         |
| Стивен Фрай       | ведущий шоу-викторины, в роли самого себя                                                         |
| Анна Чанселлор    | мисс Бэгсток, директриса Женского колледжа Челтенхэм                                              |
| Люси Панч         | Вэрити Туэйтс, дочь министра образования                                                          |
| Миша Бартон       | JJ French, PR-гуру и в прошлом староста школы Св. Триниана                                        |
| Тереза Србова     | Аннушка                                                                                           |
| Стив Фёрст        | менеджер банка                                                                                    |
| Долли             | Мистер Дарси, пёсик директрисы                                                                    |

Камео:
- Зои Салмон[англ.] в роли эмо;
- Натаниель Паркер в небольшой роли делает заявление в качестве главы Национальной галереи;
- Джереми Томпсон[англ.].
- Также участницы британской поп-группы Girls Aloud (Никола Робертс, Кимберли Уолш, Сара Хардинг, Надин Койл и Шерил Коул) эпизодически появляются в качестве членов школьного гёлз-бэнда[англ.].

## Выход и релиз
- Великобритания — 10 декабря 2007 года.
- Австралия — 27 марта 2008
- Новая Зеландия — 17 апреля 2008
- Бельгия — 9 июня 2008
- Германия — 7 августа 2008

## Сборы
Фильм собрал 12 042 854 фунтов в Великобритании, что полностью окупило 7 млн фунтов производственного бюджета. Он стал четвёртым среди самых кассовых фильмов рождественского сезона 2007 года (после фильмов «Зачарованная», «Я — легенда» и «Золотой компас»). Также он стал одним из самых кассовых независимых британских фильмов последнего десятилетия.

## Продолжение
На Каннском кинофестивале в 2008 году было объявлено, что сиквел, «Одноклассницы и тайна пиратского золота», будет выпущен в 2009 году. Съёмки фильма начались 6 июля 2009 года, а 7 июля было объявлено, что Дэвид Теннант, Сара Хардинг и Монсеррат Ломбард подписали контракты на дальнейшие фильмы данной серии. В декабре 2009 года, вскоре после выхода второго фильма, было объявлено о третьем фильме об «Одноклассницах».